# Predikerskerk (Erfurt)
De Predikerskerk (Duits: Predigerkirche) is een oorspronkelijk in de 13e eeuw gebouwde dominicaanse en tegenwoordig protestantse kerk in het centrum van de Thüringse hoofdstad Erfurt.

## Geschiedenis

#### Voorgeschiedenis
De eerste predikheren in Erfurt arriveerden vanuit hun klooster in Parijs in 1229. Het waren goed onderwezen monniken om in Erfurt de nieuwe ideeën van Dominicus Guzman te verspreiden en de sociale behoeften van de stedelijke bevolking te lenigen. Tot de provisorische voltooiing van hun kerk preekten de broeders op pleinen en kerken in de stad. De Dominicaner broeders verwierven groot aanzien bij zowel de bevolking als de adel.

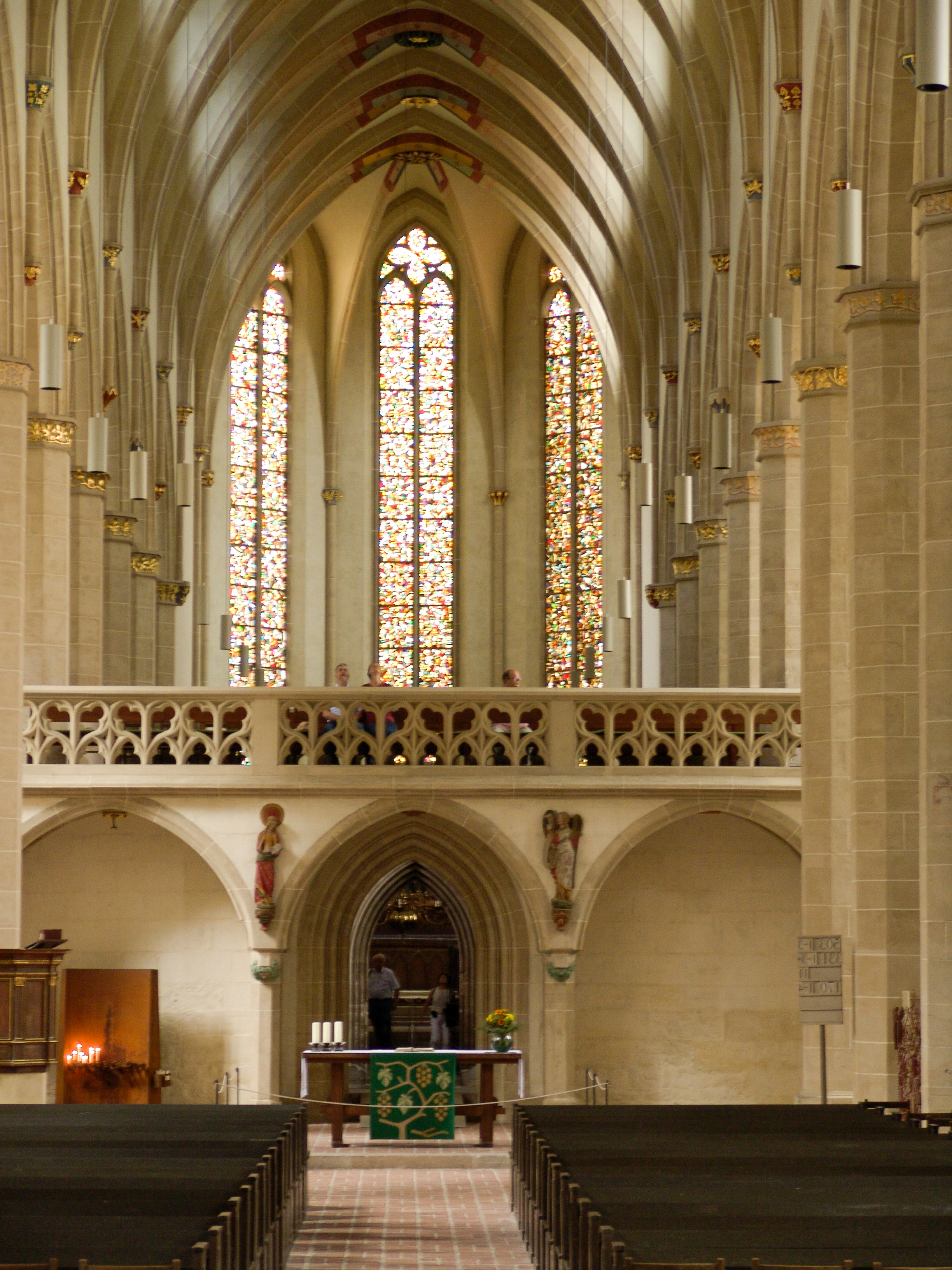
Doksaal

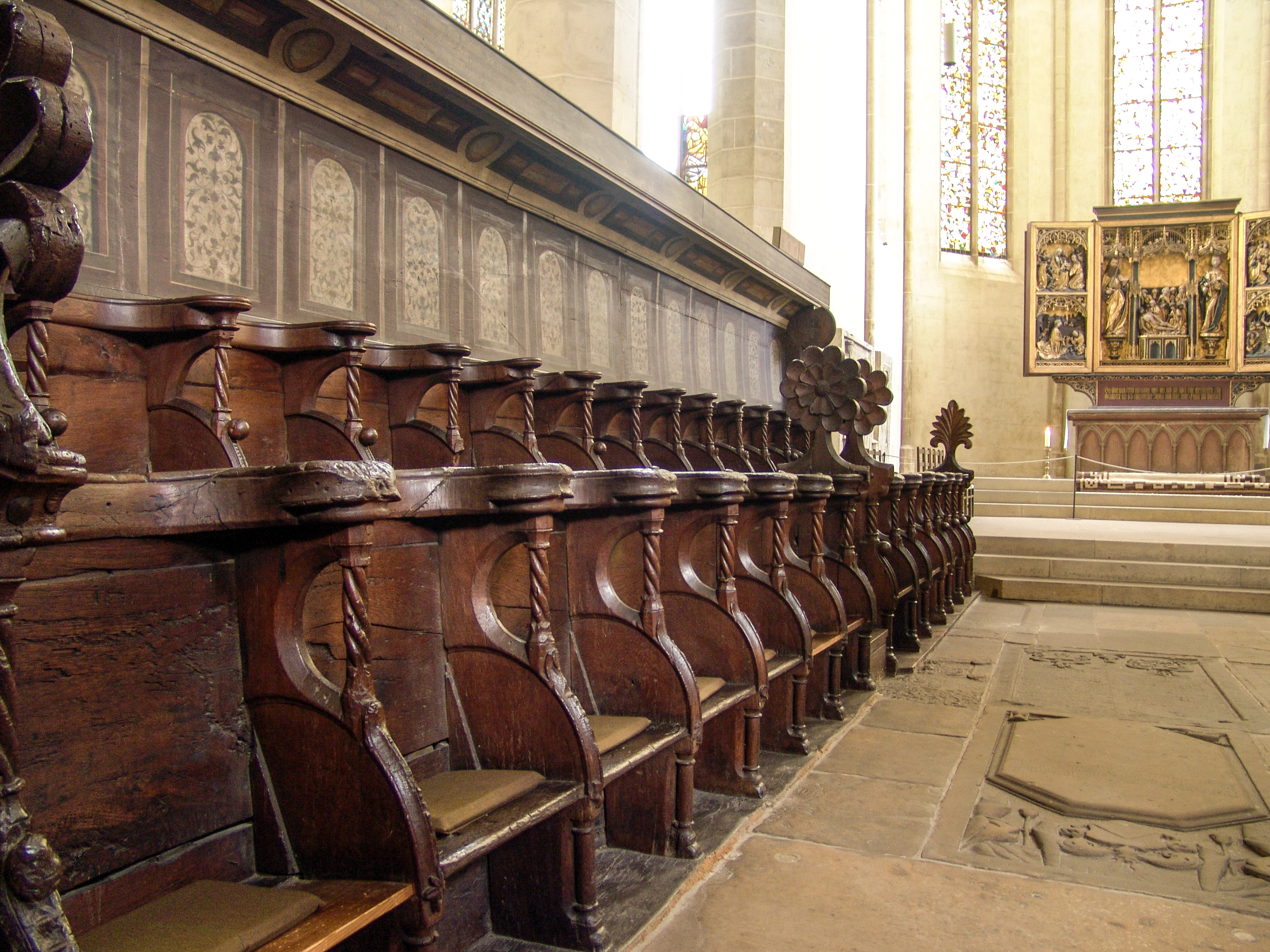
Koorgestoelte

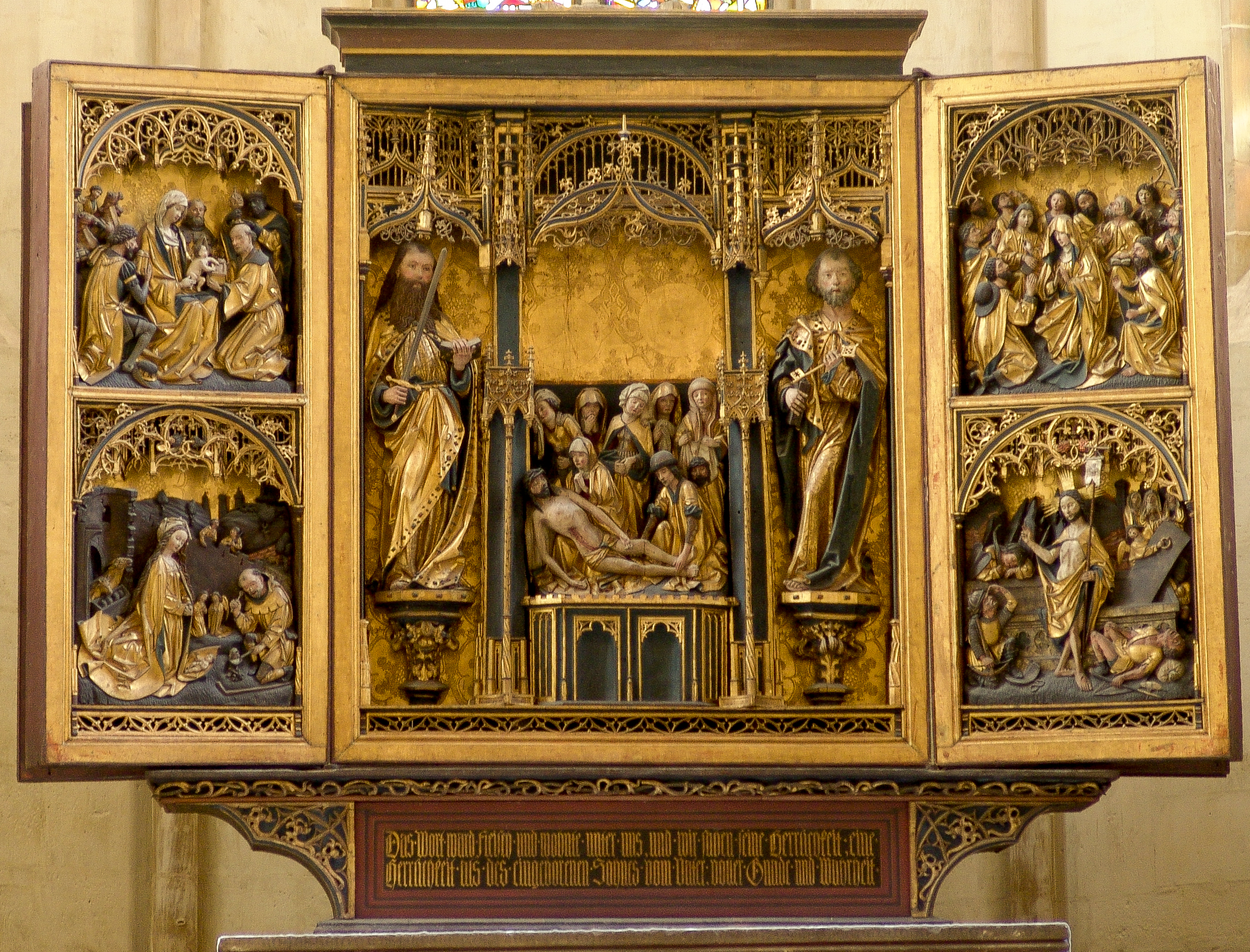
Gotisch vleugelaltaar (1450)

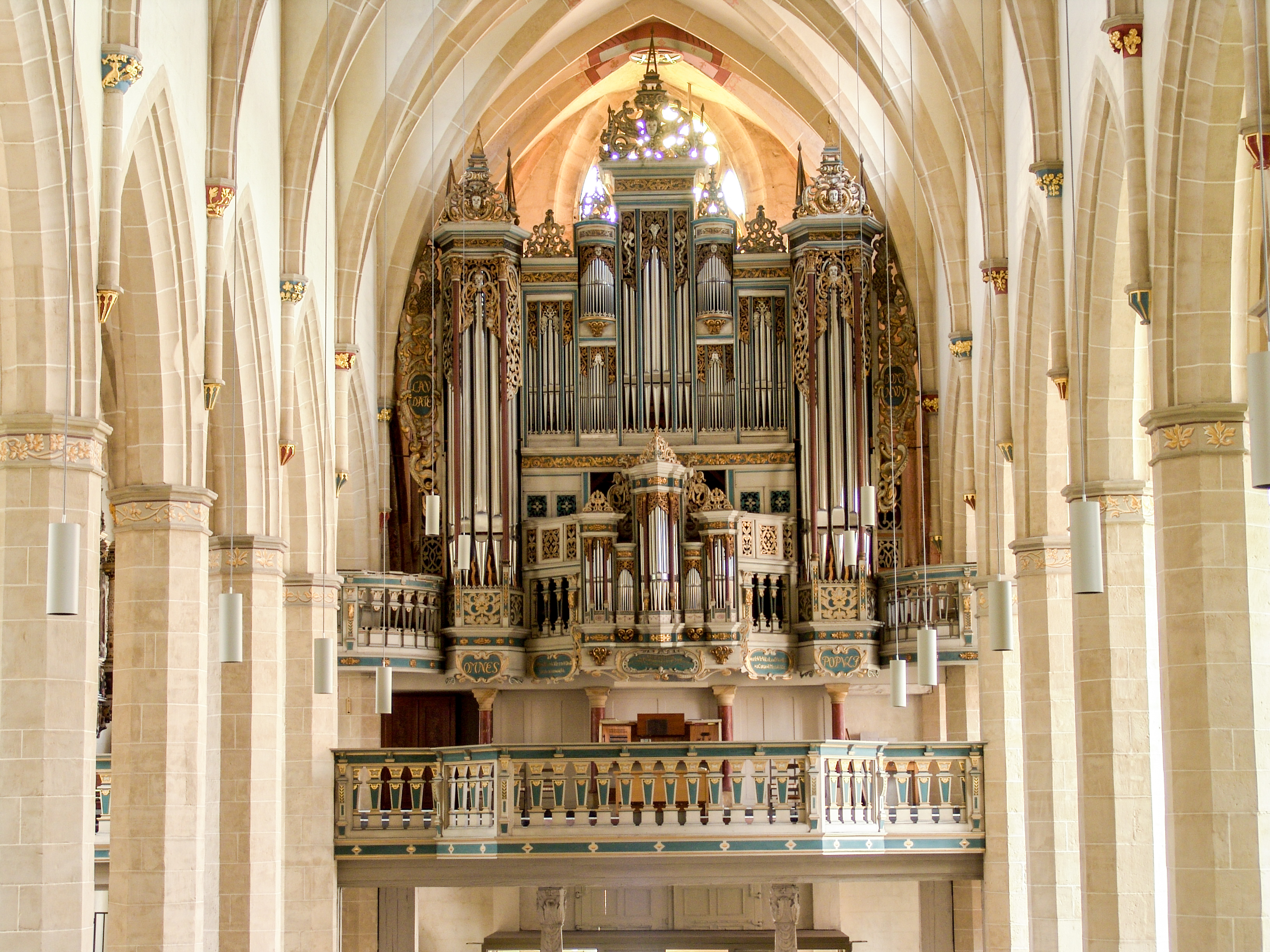
Orgel

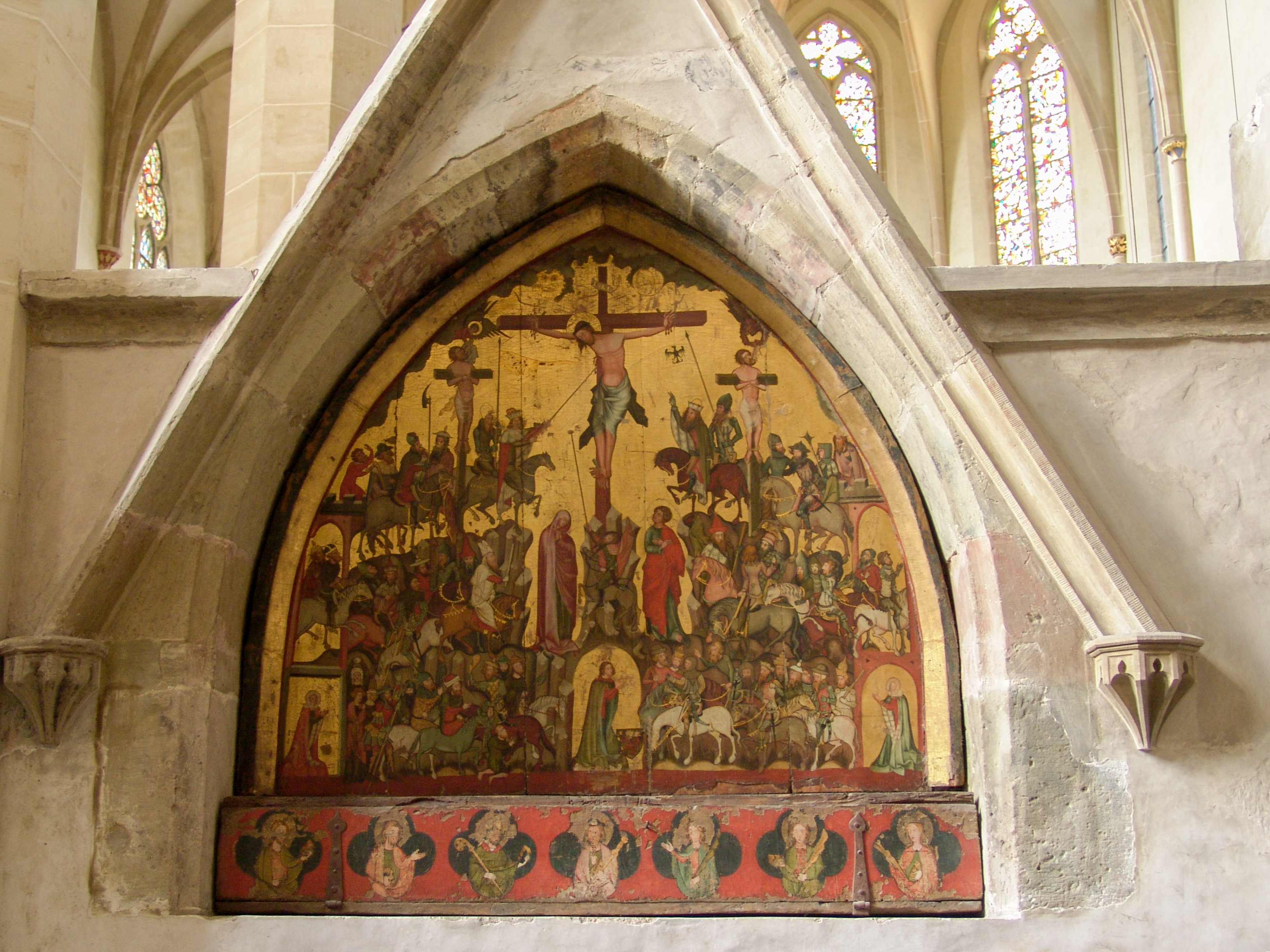
Muurbeschildering doksaal

#### Middeleeuwen-reformatie
De eerste kloostergebouwen voor de Dominicanen werden in 1230 door aartsbisschop Siegried II van Mainz gewijd. De wijding van de eerste kerk door bisschop Engelhard van Naumberg dateert uit het jaar 1238. Uit dendrochronologisch onderzoek is gebleken dat het dak van het koor uit de jaren 1272-1273 stamt en daarmee is het een van de oudste dakconstructies in Duitsland.
De belangrijkste Duitse mysticus Meester Eckhart werkte in dit klooster en werd waarschijnlijk in 1274 op 14-jarige leeftijd als novice in het klooster opgenomen.
De oorspronkelijke kerk werd in de jaren 1340-1350 afgebroken om plaats te maken voor een harmonieuzer voortzetting van het reeds bestaande koor. De voltooiing van de westelijke gevel vond plaats in de jaren 1370 en er werd tot 1445 gewerkt aan het inbrengen van kruisribgewelven.
Het langgerekte kerkgebouw presenteert zich ondanks een extreem lange bouwperiode als een eenheid en geldt als een hoogtepunt van de bedelordestijl. De onopvallende klokkentoren werd tussen 1447 en 1488 toegevoegd. Bijzonder is dat het begaanbare doksaal uit het midden van de 15e eeuw nog altijd aanwezig is. De oude koorbanken tussen het doksaal en het koor en de zijschepen stammen uit circa 1275. Het gotische vleugelaltaar bevat voorstellingen over de lijdensgeschiedenis van Christus en werd rond 1450 gemaakt.

#### Reformatie
Het jaar 1521 vormt een keerpunt in de geschiedenis van de kerk, toen er voor het eerst een protestantse preek werd gelezen. De religieuze veranderingen als gevolg van de Reformatie resulteerde ook in een reorganisatie van de parochies in Erfurt en tot nieuwe gemeentegrenzen, omdat niet alle gelovigen de nieuwe leer volgden en trouw bleven aan de Rooms-Katholieke Kerk. Van de vijftien altaren die de kerk rijk was werd afscheid genomen, om daarmee de breuk met katholieke beeldcultuur en de oude leer onderstrepen. Ook de stadsraad nam de nieuwe leer aan en bestemde de Predikerskerk in 1559 tot de hoofdkerk van de raad. In het vervolg werden de plechtigheden bij de jaarlijkse installatie van de nieuwe raad in de kerk gevierd en afgesloten met een eredienst. Een vermogend raadslid liet de kerk in 1574 opnieuw beschilderen. Het aangrenzende klooster bleef evenwel nog tot 1588 in het bezit van de Domioncanen. Het toen in beslag genomen klooster werd voortaan in gebruik genomen als seculier onderwijscentrum, maar zette als voorloper van de stedelijke universiteit de traditie van de Erfurter kloosterscholen voort. Pogingen van de Dominicaanse broeders in de 17e eeuw om hun voormalige klooster terug te krijgen liepen schipbreuk.
Tijdens de Dertigjarige Oorlog (1618-1648) werd Erfurt door de troepen van Gustaaf II Adolf van Zweden bezet. De Zweedse koning gebruikte tijdens zijn aanwezigheid in Erfurt de kerk als hofkerk. Daarmee slonken de kansen voor de Dominicanen om hun kerk terug te krijgen nog verder. Intussen verviel het klooster door het ontbreken van middelen meer en meer. Delen stortten in en de rest viel vermoedelijk ten prooi aan de stadsbrand van 1737. De Predikerskerk leed bij deze brand slechts geringe schade op aan de toren, terwijl het merendeel van de aangrenzende gebouwen en naburige kerken afbrandden.

#### 19e eeuw
Het kerkgebouw werd in de tijd van de Napoleontische oorlogen in 1806 als krijgsgevangenis en voor opslag van hooi gebruikt. De kerk leed schade aan het gebouw en verlies aan inventaris, beelden en schilderijen gingen verloren. Vanaf 1808 konden er weer regelmatig kerkdiensten worden gevierd. De kerk werd in 1811 op bevel van keizer Napoleon Bonaparte ter afbraak in de verkoop gedaan. Dankzij het feit dat zich geen kopers meldden, werd deze geplande afbraak voorkomen en het was de Pruisische bouwmeester Karl Friedrich Schinkel die zich later voor het behoud van de kerk inzette.
In 1826 volgde een renovatie, gevolgd door een algehele restauratie van zowel het interieur als het exterieur in de jaren 1874-1908. Er werden nieuwe vensters geplaatst van de bekende glasschilder Alexander Linnemann uit Frankfurt.

#### 20e eeuw
De kerk leed tijdens de bombardementen in 1944 en 1945 schade aan de vensters en een groot deel van het dak. Weersinvloeden zorgden voor verdere indirecte schade. Tussen 1946 en 1950 werden op initiatief van predikant Benckert door Heinz Hajna vier kleurrijke vensters gemaakt uit scherven van vensters van in de oorlog vernietigde protestantse kerkgebouwen. Een allesomvattende reconstructie van de kerk, die reeds voor de oorlog was gepland, volgde van 1960 tot 1964 onder leiding van de conservator Käthe Menzel-Jordan. Bij de vernieuwing van de vloer ontdekte men meer dan 150, waarvan 80 goed bewaarde grote zandstenen grafzerken uit de 14e tot de 18e eeuw. Eveneens werden een aantal intacte graven gevonden met gedeeltelijk gemummificeerde overledenen.
Tijdens de vreedzame revolutie in 1989 kwam de bevolking ook in de Predikerskerk bijeen, voordat men deelnam aan de demonstratie door de stad. In oktober vond tweemaal een bijeenkomst van Neues Forum plaats met 1750 respectievelijk 4000 aanwezigen. Het werk aan het behoud van de kerk en het herstel werd na die Wende in versnelde mate voortgezet.

## Beschrijving
Het kerkschip is 76 meter lang en heeft een breedte van circa 19 meter. Het koor bezit ter hoogte van het hoogaltaar een breedte van 8,75 meter. De doorsnee muurdikte van het kerkschip bedraagt ongeveer 1 meter. De ingang van het oostelijk georiënteerde gebouw heeft de ingang aan de westelijke zijde. Aan de zuidoostelijke hoek bevindt zich de toren en het kapittelhuis van het klooster. Alleen aan de noordelijke kant zijn steunberen, terwijl op de zuidelijke zijde de voormalige kruisgang de functie van steunberen innam.
Het interieur wordt bepaald door de 30 zuilen (waarvan 28 vrijstaand) en een kruisribgewelf. De breedte van de zijschepen (4 meter) bedragen de helft van het middenschip (8,2 meter). Het koor wordt door een doksaal van het kerkschip gescheiden.

## Orgel
In het jaar 1567 werd op de nieuwe orgelgalerij het nieuwe orgel van Hendrik Compenius de Oudere gebouwd. Diens kleinzoon Lodewijk Compenius bouwde in 1650 een barok orgel in, waarop o.a. Johannes Bach heeft gespeeld. In 1978 installeerde de orgelbouwfirma Alexander Schuke uit Potsdam een nieuw orgel achter de oude orgelkas van 1648.
Het huidige orgel beschikt over 56 registers met 4302 pijpen. De speeltracturen zijn mechanisch, de registertracturen elektrisch.